# Nhà hát Quốc gia và Phòng Hòa nhạc Quốc gia

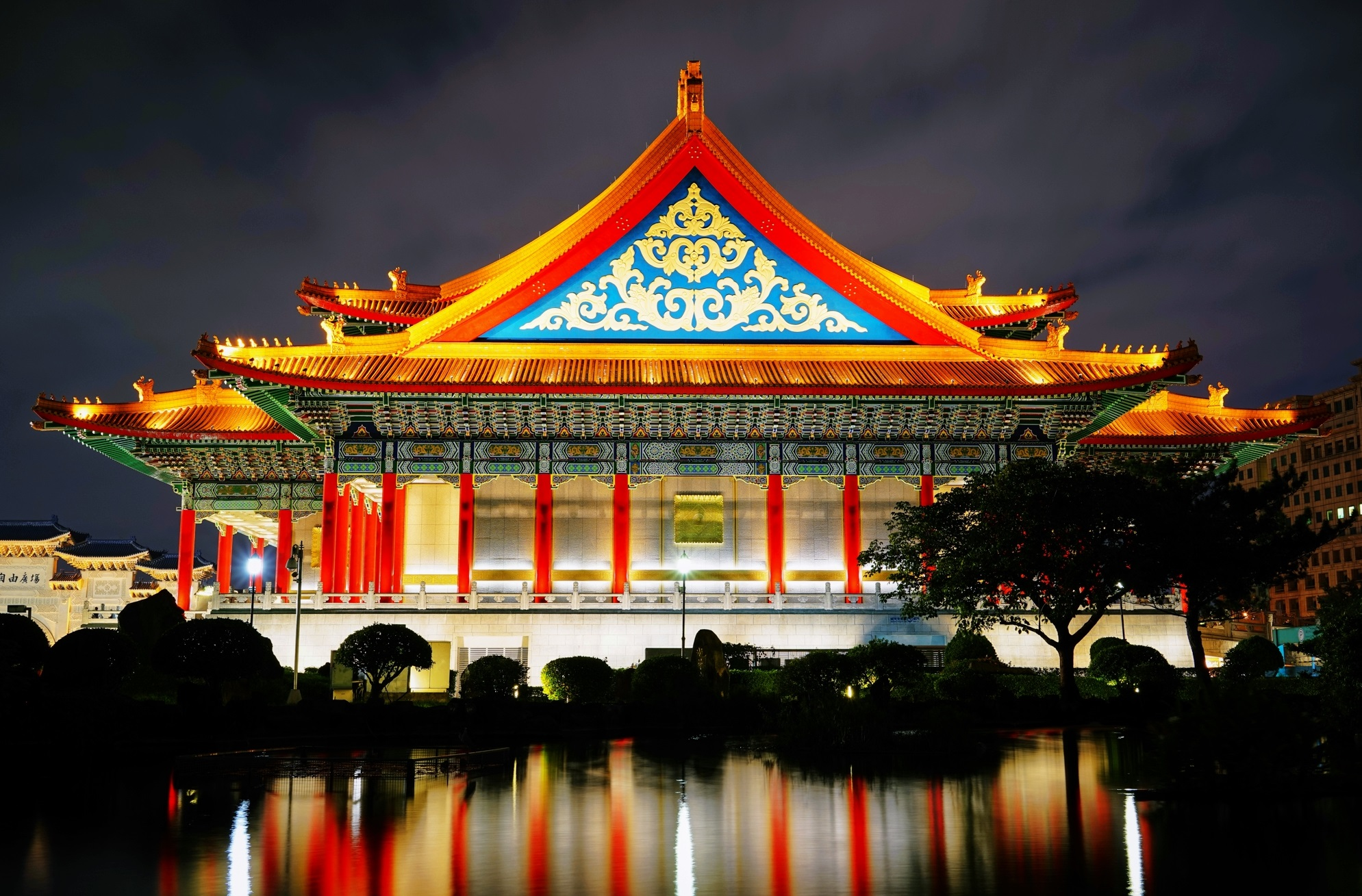
Phòng hòa nhạc Quốc gia về đêm, Đài Bắc

Nhà hát Quốc gia (phồn thể: 國家戲劇院; giản thể: 国家戏剧院; bính âm: Guójiā Xìjù Yuàn) và Phòng hòa nhạc quốc gia (國家音樂廳; 国家音乐厅; Guójiā Yīnyuè Tīng) là hai địa điểm biểu diễn nghệ thuật tại Quảng trường Tự do ở quận Trung Chính, Đài Bắc, Đài Loan. Hoàn thành vào năm 1987, các địa danh đứng ở phía nam và phía bắc của quảng trường với Đài Tưởng niệm Tưởng Giới Thạch ở phía đông. Các địa điểm được gọi bằng chữ viết tắt NTCH. Quảng trường nằm gần Đại lộ Ketagalan, địa điểm của Tòa nhà Văn phòng Tổng thống, Thư viện Trung tâm Quốc gia, Bảo tàng Quốc gia Đài Loan và Công viên Tưởng niệm Hòa bình 228.

## Lịch sử
Nhà hát Quốc gia Đài Loan và Phòng hòa nhạc Quốc gia là hai trong số các cơ sở nghệ thuật biểu diễn hiện đại lớn đầu tiên được thành lập ở châu Á. Sau cái chết của Tưởng Giới Thạch năm 1975, chính phủ Quốc Dân Đảng đã ủy quyền xây dựng một tượng đài và cơ sở văn hóa nghệ thuật trên khuôn viên của một quảng trường tưởng niệm. Dự án trị giá 7,4 tỷ TWD.